# Vojislav Vujević
Vojislav „Vojo” Vujević (ur. 2 marca 1955 w Osijeku) – jugosłowiański judoka chorwackiego pochodzenia. Dwukrotny olimpijczyk. Zajął dziewiętnaste miejsce w Moskwie 1980 i Los Angeles 1984. Startował w wadze lekkiej.
Brązowy medalista mistrzostw świata w 1981; siódmy w 1983; uczestnik zawodów w 1979. Piąty na mistrzostwach Europy w 1983. Drugi na akademickich MŚ w 1978. Złoty medalista igrzysk śródziemnomorskich w 1979 i brązowy w 1983. Zdobył jedenaście tytułów mistrza Jugosławii w latach 1977-1984.

## Letnie Igrzyska Olimpijskie 1980
| Konkurencja | Rundy eliminacyjne     | Klas. końcowa |
| Konkurencja | Przeciwnik I           | Miejsce       |
| ----------- | ---------------------- | ------------- |
| 71 kg       | Christian Dyot (FRA) P | 19.           |

## Letnie Igrzyska Olimpijskie 1984
| Konkurencja | Rundy eliminacyjne    | Klas. końcowa |
| Konkurencja | Przeciwnik I          | Miejsce       |
| ----------- | --------------------- | ------------- |
| 71 kg       | Kerrith Brown (GBR) P | 19.           |